# Groupes religieux pro-LGBT
 (février 2025).
 (février 2025).
Si vous disposez d'ouvrages ou d'articles de référence ou si vous connaissez des sites web de qualité traitant du thème abordé ici, merci de compléter l'article en donnant les références utiles à sa vérifiabilité et en les liant à la section « Notes et références ».
Les groupes religieux acceptant[style à revoir] les personnes lesbiennes, gays, bisexuelles, et transgenres sont des groupes religieux qui accueillent les membres LGBT+ et ne considèrent pas l'homosexualité comme étant un péché. Ces groupes sont issus de l'ensemble des confessions religieuses et on les trouve au niveau des églises et des synagogues. Certains sont principalement composés de personnes non LGBT+ tandis que d'autres sont principalement composés de membres LGBT+.

## Histoire

### Religions abrahamiques
Les religions abrahamiques que sont le judaïsme, le christianisme et l'islam, ont traditionnellement interdit les rapports sexuels non hétérosexuels et non vaginaux (qui ont tour à tour été étiquetés, telle que la sodomie), enseignant qu'un tel comportement est péché et dérivé du comportement des habitants de Sodome et de Gomorrhe. 

#### Judaïsme
Plusieurs confessions du Judaïsme acceptent les gays, les lesbiennes, les bisexuels et les personnes transgenres, et permettent ouvertement une coordination avec des candidats LGBT pour le ministère. Des exemples sont le judaïsme réformé, le mouvement Massorti, le judaïsme reconstructionniste. 
L'association française Beit Haverim a pour but d'accueillir les personnes juives LGBT. 

#### Christianisme

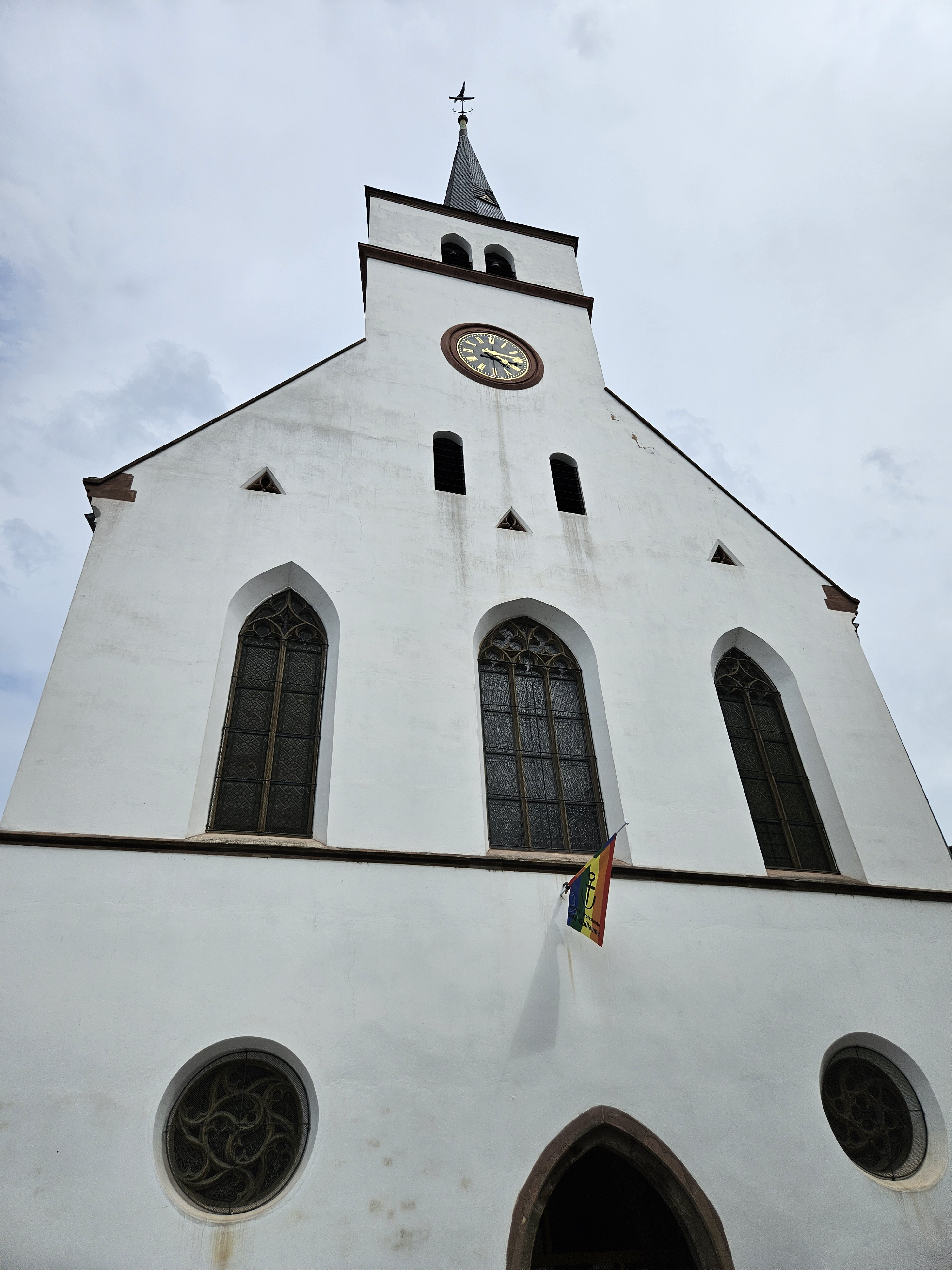
Vue extérieure de l'Église Saint-Guillaume de Strasbourg avec le drapeau LGBT+ (juillet 2025)

Certaines confessions anglicanes, protestantes et des confessions évangéliques inclusives (affirmantes)  célèbrent les mariages entre personnes de même sexe . Certaines confessions laissent le choix à chaque église locale pour les mariages entre personnes de même sexe.
En France, il existe l'association chrétienne David et Jonathan pour accueillir les personnes LGBT. Depuis mai 2015, l'Église protestante unie de France autorise la bénédiction des couples homosexuels. L'Union des Églises protestantes d'Alsace et de Lorraine a suivi cette voie en 2019, accordant la même autorisation.  Au-delà de ces prises de position officielles, certaines communautés se distinguent par leur ouverture affirmée envers la communauté LGBTQ+. Parmi elles, on peut citer le temple protestant de l'Oratoire du Louvre et l'église Saint-Guillaume de Strasbourg.

#### Islam
Le Coran n'a pas de terme qui décrit l'homosexualité, seuls les termes qui décrivent certains actes sexuels. Il n'y a pas de références concernant les personnes transgenres ou la transidentité. Certains musulmans interdisent les actes sexuels ou des relations entre personnes de même sexe, tandis que d'autres permettent la chirurgie de réassignation sexuelle pour les personnes transgenres et les personnes intersexuées, comme l'Iran.
En 1997, Faisal Alam, un militant pakistanais d'Amérique a fondé la fondation Al-Fatiha pour promouvoir la cause des musulmans LGBT. Elle a été enregistrée comme une organisation à but non lucratif aux États-Unis jusqu'en 2011.
En 2010, Ludovic-Mohamed Zahed fonde Homosexuels musulmans de France, association pour accueillir les personnes LGBT musulmanes.
En Afrique du Sud, Muhsin Hendricks a été décris comme « premier imam ouvertement gay au monde » est le fondateur d'une mosquée au Cap pour « offrir un espace sûr dans lequel les musulmans homosexuels et les femmes marginalisées peuvent pratiquer l’islam »,. 

### Autres religions

#### Bouddhisme
Aucun des textes anciens et fondamentaux du bouddhisme ne condamne spécifiquement l'homosexualité ou les relations homosexuelles. Les enseignements du Bouddha, visant à se délivrer de la souffrance, prescrivent seulement une conduite sexuelle éthique. Cependant, le point de vue sur l'homosexualité dans le bouddhisme varie grandement selon les régions du monde liées historiquement au Bouddhisme comme la Chine, le Tibet et le Japon.

#### Satanisme LaVeyen
Le satanisme LaVeyen est critique vis-à-vis des mœurs sexuelles abrahamiques, les considérant bornées, restrictives et hypocrites. Les satanistes sont pluriels, acceptant les bisexuels, les lesbiennes, les gays, les personnes transgenres, le BDSM, le polyamour, et l'asexualité. Le sexe est considéré comme une indulgence, mais qui doit être réalisé avec consentement. Les onze règles sataniques de la Terre donnent uniquement deux instructions concernant le sexe : « Ne pas faire des avances sexuelles sans avoir eu de signal » et « Ne pas nuire aux petits enfants », même si ce dernier est beaucoup plus large et englobe différents types d'abus. Cela a toujours été cohérent avec la politique de continuité depuis sa création en 1966, Peter H. Gilmore, a écrit dans un essai qu'il soutenait le mariage homosexuel.

#### Satanisme théiste
L'homosexualité est acceptée et n'est pas considérée comme un péché dans le satanisme théiste.

#### Pastafarisme
Le mouvement Pastafarien soutient officiellement les gays et les lesbiennes, tenant la position que les homosexuels sont gay parce que « Il (le Flying Spaghetti Monster) les a touchés de son appendice noodley ».

#### Raëliens
Le Mouvement raëlien a un regard positif sur la sexualité, y compris l'homosexualité. Il a reconnu le mariage de même sexe, et un communiqué de presse raëlien a déclaré que l'orientation sexuelle est génétique et a comparé la discrimination envers les homosexuels au racisme. Certains dirigeants raëliens ont effectué des mariages homosexuels.

#### Culte antoiniste
L'antoinisme, un culte belge fondé en 1910, ne donne aucune consigne sur des questions sociales telles que la sexualité car il considère que cela n'a rien à voir avec la spiritualité ; l'homosexualité n'est dont pas vue comme un péché et il est tout à fait possible d'être gay et antoiniste.

#### Wiccans
Les wiccans sont généralement accueillants vis-à-vis des personnes LGBT. Les wiccans ont tendance à considérer le sexe positivement, sans culpabilité. Certains wiccans vont au-delà du simple accueil et célèbrent les relations homosexuelles.

#### Vaudou
L'homosexualité est acceptée et n'est pas considérée comme un péché dans le vaudou.